# Derivada logarítmica
En el ámbito de las matemáticas, específicamente en el cálculo y el análisis complejo, la derivada logarítmica de una función f queda definida por la fórmula
{\displaystyle {\frac {f'}{f}}\!}
donde f ′ es la derivada de f. 
Sus descubridores fueron Leibniz y Newton.
Cuando f es una función f(x) de una variable real x, y toma valores reales, estrictamente positivos, esta es entonces la fórmula para (log f)′, o sea, la derivada del logaritmo natural de f, como se deduce aplicando directamente la regla de la cadena.

## Propiedades básicas
Muchas propiedades del logaritmo real también son válidas para la derivada logarítmica, aun cuando la función no toma valores de reales positivos. Por ejemplo, dado que el logaritmo de un producto es la suma de los logaritmos de los factores, se tiene que 
{\displaystyle (\log uv)'=(\log u+\log v)'=(\log u)'+(\log v)'.\!}
Por lo que para funciones reales positivas, la derivada logarítmica de un producto es la suma de la derivada logarítmica de los factores. También es posible aplicar la regla de Leibniz para la derivada del producto y así obtener {\displaystyle {\frac {(uv)'}{uv}}={\frac {u'v+uv'}{uv}}={\frac {u'}{u}}+{\frac {v'}{v}}.\!}
Por lo tanto, es cierto que para toda función que la derivada logarítmica de un producto es la suma de las derivadas logarítmicas de los factores (cuando las mismas están definidas).
En forma similar (de hecho es una consecuencia), la derivada logarítmica de la función recíproca de una función es el negado de la derivada logarítmica de la función:
{\displaystyle {\frac {(1/u)'}{1/u}}={\frac {-u'/u^{2}}{1/u}}=-{\frac {u'}{u}},\!}
en la misma forma que el logaritmo de la recíproca de un número real positivo es la negación del logaritmo del número.
En forma general, la derivada logarítmica de un cociente es la diferencia de las derivadas logarítmicas del dividendo y del divisor:
{\displaystyle {\frac {(u/v)'}{u/v}}={\frac {(u'v-uv')/v^{2}}{u/v}}={\frac {u'}{u}}-{\frac {v'}{v}},\!}
en la misma forma que el logaritmo de un cociente es la diferencia de los logaritmos del dividendo y del divisor.
Con respecto a la derivada logarítmica de una potencia (con exponente real constante), la misma es el producto del exponente y de la derivada logarímica de la base:
{\displaystyle {\frac {(u^{k})'}{u^{k}}}={\frac {ku^{k-1}u'}{u^{k}}}=k{\frac {u'}{u}},\!}
en forma análoga a que el logaritmo de una potencia es el producto entre el exponente y el logaritmo de la base de cualquier número que pueda existir.

En resumen, tanto las derivadas como los logaritmos poseen una regla del producto, una regla recíproca, una regla del cociente, y una regla de la potencia (comparar con la lista de identidades logarítmicas); cada par de reglas se encuentran relacionadas mediante la derivada logarítmica.

## Cálculo de derivadas ordinarias utilizando derivadas logarítmicas
Las derivadas logarítmicas pueden ayudar a simplificar el cálculo de derivadas que requieren la regla del producto. El procedimiento es el siguiente: Supongamos que ƒ(x) = u(x)v(x) y que se desea calcular ƒ'(x). En vez de realizar el cálculo en forma directa, calculamos su derivada logarítmica. O sea, se calcula:
{\displaystyle {\frac {f'}{f}}={\frac {u'}{u}}+{\frac {v'}{v}}.}
Multiplicando por ƒ se calcula ƒ':
{\displaystyle f'=f\left({\frac {u'}{u}}+{\frac {v'}{v}}\right).}
Esta técnica es especialmente útil cuando ƒ es el producto de una gran cantidad de factores. La técnica descrita hace posible calcular ƒ' mediante el cálculo de la derivada logarítmica de cada factor, sumando, y multiplicando por ƒ.

## Factores de integración
La idea de la derivada logarítmica está muy relacionada con el método del factor de integración para ecuaciones diferenciales de primer orden. Utilizando una notación de operadores, se tiene
D = d/dx
y sea M el operador de multiplicación por alguna función G(x). Entonces
M−1DM
puede ser escrito (por la regla del producto) como 
D + M*
donde M* ahora es el operador de multiplicación por la derivada logarímica
G′/G.
En la práctica tenemos un operador tal que 
D + F = L
y deseamos resolver ecuaciones del tipo
L(h) = f
para la fuunción h, conocida f. Por lo que el problema queda reducido a resolver
G′/G = F
que tiene la siguiente solución
exp(∫F)
con cualquier integral indefinida de F.

## Análisis complejo
La fórmula indicada puede ser aplicada en forma amplia; por ejemplo si f(z) es una función meromórfica, tiene sentido en todos los valores complejos z en los cuales f no posee ni un cero ni un polo. Es más aún, en un cero o en un polo la derivada logarítmica se comporta en una forma tal que es fácilmente analizable mediante el caso particular 
zn
con n un entero, n ≠ 0. La derivada logarítmica es
n/z;
y es posible generalizar la conclusión en el sentido de que si f es meromórfica, las singularidades de la derivada logarítmica de f son todos polos simples, con residuo n de un cero de orden n, residuo −n de un polo de orden n. Véase argument principle. Esta información a menudo es utilizada en integración de contorno.

## Ejemplos
- El crecimiento exponencial y el decaimiento exponencial son procesos con una derivada logarítmica constante.
- En matemáticas financieras, la letra griega {\displaystyle \lambda } es la derivada logarítmica del precio derivado con respecto al precio subyacente.

- Datos: Q762521